# Friedrich Giegeling
Friedrich Giegeling (* 21. April 1936), gerufen „Friedel“, ist ein ehemaliger deutscher Fußballspieler, der von 1959 bis 1961 bei SC Viktoria Köln in der Oberliga West 56 Spiele mit sechs Toren bestritten hat.

## Laufbahn

### Oberliga West, 1959 bis 1961
Zur Runde 1959/60 wechselte „Friedel“ Giegeling von der SSVg Velbert aus der Landesliga Niederrhein zu Viktoria Köln in die Oberliga West. Trainer Hennes Weisweiler setzte den 23-jährigen Spieler in allen 30 Begegnungen in seinem Debütjahr in der Oberliga West ein. Zumeist agierte der Linksfüßer als linker Außenläufer, aber auch als linker Verbinder oder als Linksaußen kam er an der Seite von Mittelläufer Hans Löring und Rechtsaußen Ernst-Günter Habig zum Einsatz. Viktoria belegte den siebten Rang in der Oberliga. Auch in der zweiten Saison gehörte Giegeling mit 26 Einsätzen der Stammformation der Weisweiler-Mannschaft an. Trotz der Stürmer Carl-Heinz Rühl und Willibert Kremer landete die Viktoria aber in der Runde 1960/61 auf dem 10. Rang. 
Mit der Stadtauswahl Köln nahm „Friedel“ Giegeling durch die Spiele gegen den AS Rom am europäischen Messe-Cup teil. In den drei Begegnungen gegen die Römer am 18. Januar, 8. Februar und dem Entscheidungsspiel am 1. März 1961 war der Mann aus Velbert für Köln am Ball. Herausragend war dabei der 2:0-Auswärtssieg im Februar 1961 in Rom. Im Olympia-Stadion trat die Stadtauswahl (Kombination 1. FC und Viktoria) am 8. Februar in folgender Formation an:
Klemm (Viktoria) – Stollenwerk, Schnellinger (1. FC) – Chr. Breuer, Wilden (1. FC), Mühlenbock (Viktoria) – Rühl (Viktoria), Sturm, Chr. Müller (1. FC), Giegeling, Kremer (Viktoria).
Die „Giallorossi“ von AS Rom holten sich den Messe-Cup der Saison 1960/61 in den Finalspielen gegen Birmingham City. Überragender Torschütze des Wettbewerbs war ihr Mittelstürmer Pedro Manfredini.
Nach zwei Jahren bei Viktoria Köln zog es Giegeling 1961 wieder zu seinem Heimatverein, die SSVg Velbert, zurück.

### Velbert, Heiligenhaus, Amateurnationalmannschaft, Regionalliga West, 1961 bis 1970
In der Runde 1962/63 stieg „Friedel“ Giegeling mit Velbert in die Verbandsliga Niederrhein auf und debütierte am 2. Mai 1964 beim Länderspiel in Bamberg gegen Frankreich in der deutschen Fußballnationalmannschaft der Amateure. Im Juni 1964 nahm er mit den DFB-Amateuren an einem internationalen Amateur-Turnier in Italien teil. Beim Finalspiel am 2. Juni 1964 in Genua gegen Spanien, es endete 1:1 unentschieden, war er als Halblinks im Einsatz. Durch Losentscheid wurde Deutschland zum Sieger erklärt. Bis zum Juni 1965 bestritt er noch drei weitere Länderspiele als Spieler der SSVg Velbert. In den zwei folgenden Jahren gehörte er der SSV Heiligenhaus an und absolvierte weitere sechs Nationalspiele für die DFB-Amateurmannschaft. Herausragend waren 1966 die Spiele gegen die Türkei und Jugoslawien im erstmals durchgeführten UEFA Amateur Cup. Mit Peter Klepatz und Dieter Zorc bildete er die Läuferreihe. Sein elftes und letztes Amateurländerspiel bestritt Giegeling am 7. Dezember 1966 in Koblenz gegen Jugoslawien.
Giegeling kehrte als Spielertrainer nach Velbert zurück und holte in der Saison 1968/69 in der Amateurliga Niederrhein vor Bayer 05 Uerdingen und der Rheydter SV die Meisterschaft. In der Aufstiegsrunde zur Regionalliga West qualifizierte er sich mit seiner Mannschaft zusammen mit der SG Wattenscheid 09 und der DJK Gütersloh, nachträglich schaffte auch die SpVgg Erkenschwick den Sprung in die Zweitklassigkeit. Erst am siebten Spieltag konnte Velbert im neuen Stadion „Sonnenblume“ Premiere mit dem 2:0-Heimsieg gegen TSV Marl-Hüls in der Regionalliga West feiern. Giegeling konnte in der Regionalliga nicht als Spielertrainer für seinen Verein auflaufen und wurde in der Rückrunde als Trainer durch Bernd Oles abgelöst.

## Trainer
Ab der Saison 1975/76 übernahm „Friedel“ Giegeling die Trainingsleitung beim BV 08 Lüttringhausen. Auf Anhieb führte er die 08er ungeschlagen zur Meisterschaft in der Bezirksklasse und damit zum Aufstieg in die Landesliga. 1978 folgte der Aufstieg in die Verbandsliga Niederrhein. Als der Herbstmeister 1978/79 mit 27:10 Punkten einen Rückrundenstart mit 1:5 Punkten fabrizierte, wurde Giegeling durch den ehemaligen Mannschaftskapitän des Wuppertaler SV, Manfred Reichert, als Trainer abgelöst. Am Rundenende stand der Aufstieg von BV 08 Lüttringhausen in die Amateur-Oberliga Nordrhein fest.